# Vermin
Vermin, il cui vero nome è Edward Whelan, è un personaggio dei fumetti, creato da J.M. DeMatteis (testi) e Mike Zeck (disegni), pubblicato dalla Marvel Comics. La sua prima apparizione risale a Captain America (vol. 1) n. 272 (agosto 1982).

## Biografia del personaggio
Vermin in origine era un giovane ragazzo di colore molto legato alla madre, ma le crudeli mutazioni a cui l'ha sottoposto Arnim Zola, scienziato acerrimo nemico di Capitan America, l'hanno reso inumano e feroce, più bestia che uomo. È stato trasformato da un esperimento genetico in una specie di uomo-ratto, capace di compiere movimenti di impressionante agilità, in possesso di una forza sovrumana e in grado di sguainare potenti artigli. Può inoltre controllare gli altri ratti, presenti in abbondanza nelle fogne di New York, dove si nasconde. Il suo nemico numero uno è l'Uomo Ragno, verso il quale Vermin sembra avere una acuta fobia.
Vermin divenne un servitore del Barone Zemo, che usò il mutato contro Capitan America. Zemo però lo trattava come un animale e non come un alleato e così Vermin, alla fine, si ribellò a lui.
In seguito Capitan America si alleò proprio con l'Uomo Ragno pur di fermarlo; fu proprio durante questo duello che Vermin cominciò a provare timore per il Tessiragnatele, timore che peggiorò quando, nel corso de l'ultima caccia di Kraven, il cacciatore russo lo massacrò nelle fogne indossando il costume del Ragno.
L'uomo-ratto, inoltre compare anche in Prede, in cui viene clonato da Arcade, socio di Kraven. Vermin, poi, scappa nelle fogne. Lo ritroviamo un paio di numeri dopo, in cui l'Uomo Ragno e Boomerang, lo incontrano nelle fogne cercando l'ultimo pezzo che ricomporebbe la tavoletta della linea della vita.
Vermin è protagonista della saga Il bambino dentro.
Vermin inoltre fa la sua comparsa per la prima volta come nemico di Moon Knight nella saga La missione della mezzanotte

## Altri media
Vermin compare come uno dei nemici nel videogioco The Amazing Spider-Man.